# Nati nel 1914/Settembre
| Questa pagina contiene informazioni ricavate automaticamente dalle voci biografiche con l'ausilio del template Bio e di un bot. L'aggiornamento è periodico e automatico e ricostruisce completamente la pagina. Se manca una persona in questa lista, sei pregato di non aggiungerla, ma accertati piuttosto che la sua voce biografica contenga il template Bio e che i dati anagrafici siano correttamente compilati. Se il template Bio manca, inseriscilo tu stesso o, in alternativa, metti l'avviso {{tmp\|Bio}} che ne segnala la mancanza. Se i dati riportati sono sbagliati, correggi direttamente la voce biografica; le modifiche saranno visibili in questa lista entro pochi giorni. Per chiarimenti vedi il progetto biografie. La lista contiene solo le 133 persone che sono citate nell'enciclopedia e per le quali è stato implementato correttamente il template Bio. Pagina aggiornata al 18 lug 2025. |

- 1º settembre - Tsuneko Sasamoto, fotoreporter e fotografa giapponese († 2022)
- 2 settembre - Giuseppe Antonini, calciatore e allenatore di calcio italiano († 1989)
- 2 settembre - Ralph Fasanella, pittore statunitense († 1997)
- 2 settembre - Cristoforo Filetti, politico e avvocato italiano († 2005)
- 2 settembre - Jean Pictet, docente svizzero († 2002)
- 2 settembre - Tomáš Porubský, calciatore slovacco († 1973)
- 2 settembre - Domenico Vacchiano, arcivescovo cattolico italiano († 2001)
- 3 settembre - Jimmy Delaney, calciatore scozzese († 1989)
- 3 settembre - Ivan Pereverzev, attore sovietico († 1978)
- 3 settembre - Dixy Lee Ray, politica e biologa statunitense († 1994)
- 4 settembre - Wilhelm Kusserow, tedesco († 1940)
- 4 settembre - Rudolf Leiding, dirigente d'azienda e imprenditore tedesco († 2003)
- 4 settembre - Baldo Rossi, musicista italiano († 1978)
- 4 settembre - Friedl Volgger, politico, giornalista e scrittore italiano († 1997)
- 5 settembre - Edmondo Bernacca, generale e meteorologo italiano († 1993)
- 5 settembre - Gerry Davey, hockeista su ghiaccio e allenatore di hockey su ghiaccio britannico († 1977)
- 5 settembre - Stuart Freeborn, truccatore britannico († 2013)
- 5 settembre - Jakie Nash, hockeista su ghiaccio canadese († 2000)
- 5 settembre - Nicanor Parra, poeta, matematico e fisico cileno († 2018)
- 5 settembre - Margarete Weisenborn, scrittrice e cantante tedesca († 2004)
- 6 settembre - Artie Bell, pilota motociclistico britannico († 1972)
- 6 settembre - Jerry Bush, cestista e allenatore di pallacanestro statunitense († 1976)
- 6 settembre - Ottorino Dugini, allenatore di calcio e calciatore italiano († 1997)
- 7 settembre - James Van Allen, fisico statunitense († 2006)
- 7 settembre - Lída Baarová, attrice ceca († 2000)
- 7 settembre - Gastone Bettanini, impresario teatrale e attore italiano († 1993)
- 7 settembre - Dixon Fiske, pallanuotista statunitense († 1970)
- 7 settembre - Ilmari Tapiovaara, designer finlandese († 1999)
- 8 settembre - Hillary Brooke, attrice statunitense († 1999)
- 8 settembre - Demetrio di Costantinopoli, arcivescovo ortodosso greco († 1991)
- 8 settembre - Bishweshwar Prasad Koirala, politico e scrittore nepalese († 1982)
- 8 settembre - Denys Lasdun, architetto britannico († 2001)
- 8 settembre - Frances O'Connor, attrice statunitense († 1982)
- 8 settembre - Aristide Rossi, calciatore italiano († 1937)
- 9 settembre - Dante Amarilli, calciatore italiano († 2011)
- 9 settembre - Pedro Armillas, antropologo e archeologo spagnolo († 1984)
- 9 settembre - Oscar Carboni, cantante italiano († 1993)
- 9 settembre - Luigi Chiodi, letterato e scrittore italiano († 1988)
- 9 settembre - James Seay, attore statunitense († 1992)
- 9 settembre - Vezio Terzi, militare e aviatore italiano († 1944)
- 10 settembre - Nicola Cilento, storico e medievista italiano († 1988)
- 10 settembre - Virginio Fasan, militare italiano († 1943)
- 10 settembre - Terence O'Neill, politico britannico († 1990)
- 10 settembre - Robert Wise, regista, montatore e produttore cinematografico statunitense († 2005)
- 11 settembre - Genesio Amadori, circense italiano († 1938)
- 11 settembre - Guglielmo Achille Cavellini, artista e collezionista d'arte italiano († 1990)
- 11 settembre - Tambi Larsen, scenografo danese († 2001)
- 11 settembre - Pavle, monaco cristiano e arcivescovo ortodosso serbo († 2009)
- 11 settembre - Alberto Pozzetti, regista e sceneggiatore italiano († 2002)
- 11 settembre - André Van Cauwenberghe, politico belga († 1994)
- 12 settembre - Rafael Martín, cestista spagnolo († 2010)
- 12 settembre - Edward O'Brien, velocista statunitense († 1976)
- 12 settembre - Desmond Llewelyn, attore gallese († 1999)
- 13 settembre - Bolesław Habowski, calciatore polacco († 1979)
- 14 settembre - Mae Boren Axton, musicista statunitense († 1997)
- 14 settembre - Gino Basso, cestista italiano
- 14 settembre - Robert Busnel, cestista, allenatore di pallacanestro e dirigente sportivo francese († 1991)
- 14 settembre - Manlio Di Rosa, schermidore italiano († 1989)
- 14 settembre - Claudio Fino, regista e sceneggiatore italiano
- 14 settembre - Pietro Germi, regista, sceneggiatore e attore italiano († 1974)
- 14 settembre - Dino Poggi, calciatore italiano († 1999)
- 14 settembre - Fritz Scheller, ciclista su strada tedesco († 1997)
- 14 settembre - Étienne Sved, fotografo francese († 1996)
- 15 settembre - Creighton Abrams, generale statunitense († 1974)
- 15 settembre - Adolfo Bioy Casares, scrittore, giornalista e saggista argentino († 1999)
- 15 settembre - Orhan Kemal, scrittore turco († 1970)
- 15 settembre - Jens Otto Krag, politico danese († 1978)
- 15 settembre - Raúl Mezzadra, calciatore argentino
- 15 settembre - Will Quadflieg, attore e regista tedesco († 2003)
- 15 settembre - Alessandro Vigevani, attivista e docente italiano († 2005)
- 16 settembre - Miguel Candela, violinista e docente francese († 2000)
- 16 settembre - Allen Funt, produttore televisivo, regista televisivo e sceneggiatore statunitense († 1999)
- 16 settembre - Josef Peters, pilota automobilistico tedesco († 2001)
- 16 settembre - Andrea Rizzoli, editore, imprenditore e dirigente sportivo italiano († 1983)
- 16 settembre - Gina Roma, pittrice italiana († 2005)
- 17 settembre - Gisella Caccialanza, ballerina statunitense († 1998)
- 17 settembre - William Grut, pentatleta svedese († 2012)
- 17 settembre - Grete Mostny, antropologa e archeologa austriaca († 1991)
- 17 settembre - Francesco Recupero, politico italiano († 1983)
- 17 settembre - Eric Stephenson, calciatore inglese († 1944)
- 17 settembre - Francisco Vestil, cestista filippino († 2000)
- 17 settembre - Jack Wilson, canottiere britannico († 1997)
- 18 settembre - Walter Behrendt, politico tedesco († 1997)
- 18 settembre - Jack Cardiff, direttore della fotografia e regista inglese († 2009)
- 18 settembre - Viktor Vasil'evič Grišin, politico e sindacalista sovietico († 1992)
- 18 settembre - Leopoldo Marangoni, aviatore e militare italiano († 1941)
- 18 settembre - Léon Mart, calciatore lussemburghese († 1984)
- 18 settembre - Harry Townes, attore statunitense († 2001)
- 19 settembre - Domenico Cambieri, canottiere italiano († 1988)
- 19 settembre - Hal Draper, attivista e scrittore statunitense († 1990)
- 19 settembre - Don Shields, cestista, allenatore di pallacanestro e arbitro di pallacanestro statunitense († 1993)
- 20 settembre - Giovanni Gaddoni, calciatore italiano († 2000)
- 20 settembre - Marcel Kint, ciclista su strada, pistard e dirigente sportivo belga († 2002)
- 20 settembre - Franco Levi, ingegnere italiano († 2009)
- 20 settembre - Kenneth More, attore britannico († 1982)
- 20 settembre - Giuseppe Pende, pittore e scultore italiano († 2001)
- 21 settembre - John Kluge, imprenditore tedesco († 2010)
- 21 settembre - Karel Kolský, allenatore di calcio e calciatore cecoslovacco († 1984)
- 21 settembre - Akira Matsunaga, calciatore giapponese († 1943)
- 21 settembre - Rodolfo Melloni, dirigente sportivo italiano († 1979)
- 21 settembre - Slam Stewart, contrabbassista statunitense († 1987)
- 21 settembre - Emilio Villa, artista, poeta e biblista italiano († 2003)
- 22 settembre - Frank J. Biondi, ingegnere statunitense († 2003)
- 22 settembre - Siegfried Lowitz, attore tedesco († 1999)
- 23 settembre - Omar Ali Saifuddien III, sovrano bruneiano († 1986)
- 23 settembre - Leonard Feather, giornalista e pianista britannico († 1994)
- 24 settembre - Guglielmo Glovi, calciatore italiano
- 24 settembre - John Kerr, avvocato e politico australiano († 1991)
- 24 settembre - Jiří Kolář, artista, poeta e scrittore ceco († 2002)
- 24 settembre - Girolamo Lazzaroni, presbitero e missionario italiano († 1941)
- 24 settembre - Andrzej Panufnik, compositore e direttore d'orchestra polacco († 1991)
- 25 settembre - Pitt Herbert, attore statunitense († 1989)
- 25 settembre - Helen Johns, nuotatrice statunitense († 2014)
- 25 settembre - Ermenegildo Orzan, calciatore italiano († 2003)
- 25 settembre - Emilio Zanoni, politico italiano († 1995)
- 26 settembre - Fernanda Bullano, velocista italiana († 2003)
- 26 settembre - Achille Compagnoni, alpinista italiano († 2009)
- 26 settembre - Luigi Gui, politico e partigiano italiano († 2010)
- 26 settembre - Kentarō Kawatsu, nuotatore giapponese († 1970)
- 26 settembre - George Paterson, calciatore e allenatore di calcio scozzese († 1986)
- 26 settembre - Enrico Serra, storico italiano († 2007)
- 26 settembre - Pasquale Specchio, politico italiano († 1983)
- 27 settembre - Gino Vinicio Gentili, archeologo italiano († 2006)
- 27 settembre - Gian Emilio Piazza, calciatore italiano († 1992)
- 28 settembre - Luigi Dadaglio, cardinale e arcivescovo cattolico italiano († 1990)
- 28 settembre - Adolfo Fiumanò, politico italiano († 2005)
- 28 settembre - Charles Pellat, arabista e islamista francese († 1992)
- 28 settembre - Maria Franziska von Trapp, cantante e missionaria austriaca († 2014)
- 29 settembre - Michal Chudík, politico, diplomatico e scrittore slovacco († 2005)
- 30 settembre - Luciano Benassi, calciatore italiano
- 30 settembre - Ivo Colucci, ingegnere e progettista italiano
- 30 settembre - Lucy D'Albert, soubrette, ballerina e attrice russa († 1984)
- 30 settembre - Mario Rossi, vescovo cattolico italiano († 1988)